# 伊雲崧
伊雲崧，福建宁化縣人，清朝政治人物、進士出身。
嘉慶十六年，登進士，擔任徐闻縣知县。